# Журналістика бази даних
Журналістика бази даних або структурований журналізм – принцип управління інформацією, відповідно до якого новинний контент організований навколо структурованих частин даних.
Вчений Вібке Лузен визначає журналістику бази даних як «надання баз даних з сирими матеріалами – статтями, фотографіями та іншим вмістом – за допомогою систем публікацій та подальшого форматування під різні пристрої.

## Історія і розвиток журналістики бази даних
Програміст Едріан Головатий восени 2006 року писав, що наразі журналістика баз даних є проявом маніфесту. У своїй статті Головатий пояснив, що більшість матеріалів, зібраних журналістами, є "структурованою інформацією: тип інформації, яка може бути прорахованою в автоматичному режимі, за допомогою комп'ютерів". За його словами, ключовою різницею між журналістикою бази даних і традиційною журналістикою є те, що остання виробляє статті як кінцевий продукт, у той час, як інша оперує базами даних фактів, що постійно підтримуються і оновлюються.
У 2007 році стався стрімкий розвиток в журналістиці баз даних.
Важливість журналістики бази даних була виділена, коли the Knight Foundation нагородив проєкт Андріана Головатого EveryBlock, який пропонує місцеві новини на рівні міського кварталу, виходячи з наявних даних, сумою, що дорівнювала $1,100,000  
Коли новинні організації, такі як Бі-Бі-Сі, Гардіан, Нью-Йорк Таймс і Американське Національне громадське радіо побачили такий вид журналістського контенту як дані, вони створили APIs.
Таким чином, вони дозволили іншим журналістам використовувати дані, які були зібрані та структуровані. Іншими словами, вони визнали, що основа їх діяльності – це не розповідь, але збір даних та їх систематизація.
Починаючи з перших років ХХІ століття деякі дослідники розширили понятійний аспект баз даних в журналістиці, зокрема і в цифровій журналістиці (cyberjournalism). Концептуальний підхід розглядає бази даних як специфіку цифрової журналістики. Розширює їх зміст та ідентифікацію з певним кодом.

## Відмінність від журналістики даних
Журналістика даних –  це процес, в рамках якого журналісти будують сюжети, використовуючи числові дані або бази даних як основний матеріал. Журналістику бази даних вирізняє організаційна структура контенту. Вона фокусує увагу на утворенні та обслуговуванні бази даних, на яких можуть бути побудовані веб, або мобільні додатки і з яких журналісти зможуть отримувати дані.

## Приклади журналістики даних
Першими проєктами в цій новій галузі журналістики баз даних були mySociety у Великій Британії (2004), і chicagocrime.org (2005).
З 2011 року з'явилося декілька спеціалізованих платформ:  EveryBlock, OpenCorporates, Govtrack.us, Scanbe.

## Зноски
1. ↑  Loosen, Wiebke (5 серпня 2002). The Second-Level Digital Divide of the Web and Its Impact on Journalism. First Monday. Т. 7, № 8. doi:10.5210/fm.v7i8.977. Архів оригіналу за 7 грудня 2017. Процитовано 7 грудня 2017.{{cite news}}:  Обслуговування CS1: Сторінки із непозначеним DOI з безкоштовним доступом (посилання)
2. ↑  Database journalism – a different definition of “news” and “reader”. BookBlog (амер.). 24 березня 2009. Архів оригіналу за 7 січня 2018. Процитовано 7 грудня 2017.
3. ↑  A fundamental way newspaper sites need to change | Holovaty.com. www.holovaty.com (англ.). Архів оригіналу за 31 травня 2018. Процитовано 7 грудня 2017.
4. ↑  Електронна бібліотека Інституту журналістики. journlib.univ.kiev.ua. Процитовано 21 березня 2024.
5. ↑  Knight News Challenge - Knight Foundation. Knight Foundation. Архів оригіналу за 10 грудня 2017. Процитовано 7 грудня 2017.
6. ↑  aronpilhofer.com - aronpilhofer Resources and Information. www.aronpilhofer.com (англ.). Архів оригіналу за 28 грудня 2017. Процитовано 7 грудня 2017.
7. ↑  Google Документи: створюйте й редагуйте документи в режимі онлайн. Безкоштовно. docs.google.com (укр.). Процитовано 7 грудня 2017.
8. ↑  Announcing chicagocrime.org | Holovaty.com. www.holovaty.com (англ.). Архів оригіналу за 12 лютого 2017. Процитовано 7 грудня 2017.
9. ↑  Розшук людей. Scanbe.io (ua) . Процитовано 21 березня 2024.